# Gorillaz
Gorillaz es una banda virtual británica creada en 1998 por Damon Albarn y Jamie Hewlett. La banda está compuesta por cuatro miembros ficticios: 2-D, Noodle, Murdoc Niccals y Russel Hobbs. La mayoría de sus canciones junto con todo su universo ficticio, se presentan a través de vídeos musicales animados, de animación tradicional y animación por computadora, entrevistas y pequeños cortos animados. En la realidad, Albarn es el único miembro permanente de la banda. El productor y ejecutivo Remi Kabaka Jr. empezaría a colaborar con el grupo en 2016 después de proveer por varios años la voz de Russel Hobbs y sería nombrado miembro oficial junto a Albarn y Hewlett en 2019 en el documental de Gorillaz, Gorillaz: Reject False Icons.

## Historia

### Creación y primeros años (1998-1999)
Damon Albarn y Jamie Hewlett se conocieron en 1990, cuando Graham Coxon, fanático del trabajo de Hewlett, le pidió entrevistar a Blur, la banda que Coxon y Albarn recién habían formado. La entrevista fue publicada en la revista Deadline, en donde apareció por primera vez Tank Girl, historieta creada por Hewlett. Hewlett inicialmente creyó que Albarn era, según sus propias palabras, "un gilipollas". Pese a ser un conocido de la banda, no se llevaban bien, especialmente cuando Hewlett empezó a salir con la exnovia de Coxon, Jane Oliver. Pese a esto, Albarn y Hewlett compartieron una casa en Londres en 1997. Hewlett había terminado su relación con Olliver y Albarn había hecho lo mismo con Justine Frischmann de Elastica.
La idea de crear la banda surgió mientras Hewlett y Albarn veían la MTV. En una entrevista se comentó: "Si tú miras la MTV demasiado tiempo terminas diciendo «¿Qué demonios? Aquí no hay nada sustancial.», así que tuvimos la idea de una banda de animación, algo que sería como una opinión sobre este tema." La banda inicialmente se identificó como "Gorilla" y el primer tema que grabaron fue "Ghost Train", el cual fue posteriormente lanzado como una cara B de su sencillo "Rock the House" y como parte del compilado de caras B, G-Sides. Los músicos detrás de la primera encarnación de Gorillaz incluían a Albarn, Del the Funky Homosapien, Dan the Automator y Kid Koala, quienes trabajaron previamente juntos en la canción "Time Keeps on Slipping" para el disco debut de Deltron 3030.

### Gorillaz(2000-2003)
El primer lanzamiento de la banda fue el EP Tomorrow Comes Today, lanzado el 27 de noviembre de 2000. Por otro lado, el primer sencillo de la banda fue "Clint Eastwood", el cual fue un éxito mundial y fue lanzado el 5 de marzo de 2001, alcanzando el puesto N.º 4 en el Reino Unido. Fue producido por Dan the Automator e originalmente incluyó a Phi Life Cypher, aunque la versión que aparece en el álbum incluye al rapero Del the Funky Homosapien, quien hace en el álbum el papel del fantasma que vive dentro del baterista Russel Hobbs. Luego ese mismo mes, el primer álbum homónimo fue lanzado junto a cuatro sencillos: "Clint Eastwood", "19-2000", "Tomorrow Comes Today", y "Rock the House". El disco fue triple platino en el Reino Unido y platino en los Estados Unidos y vendió más de 7 millones de copias a nivel mundial. Además, un remix de la canción "19-2000" fue incluido en el banda sonora del videojuego FIFA 2002.
A fin de año, Gorillaz, junto a D12 (sin Eminem) y Terry Hall colaboraron en la canción "911", que trata sobre los atentados del 11 de septiembre. Gorillaz se presentó en los Brit Awards de 2002 en Londres el 22 de febrero, apareciendo como animación 3D en cuatro enormes pantallas junto a Phi Life Cypher. La banda fue nominada para cuatro premios, incluyendo a mejor grupo británico, mejor álbum británico y grupo revelación británico, pero no ganó ninguna de las cuatro nominaciones.
En noviembre de 2002 fue lanzado el DVD titulado Phase One: Celebrity Take Down. Además, circulaban rumores de que el equipo detrás de Gorillaz estaba preparando una película, pero Hewlett dijo que dicho proyecto había sido abandonado: "Perdimos todo el interés haciéndolo cuando empezamos las reuniones con los estudios y hablando con esos ejecutivos de Hollywood, no estábamos en la misma onda. Dijimos, «que se jodan», nos plantamos sobre la idea hasta que podamos hacerlo nosotros mismos, y quizás incluso ganar el dinero nosotros mismos".

### Demon Days(2004-2006)
El 8 de diciembre de 2004, el sitio oficial de la banda reabrió con un video titulado "Rockit".
El nuevo álbum, titulado Demon Days, fue lanzado el 11 de mayo de 2005 en Japón, el 23 de mayo en el Reino Unido con Australia y el 24 de mayo en Estados Unidos. El disco debutó en el puesto N.º 1 en la lista de éxitos musicales de Reino Unido.

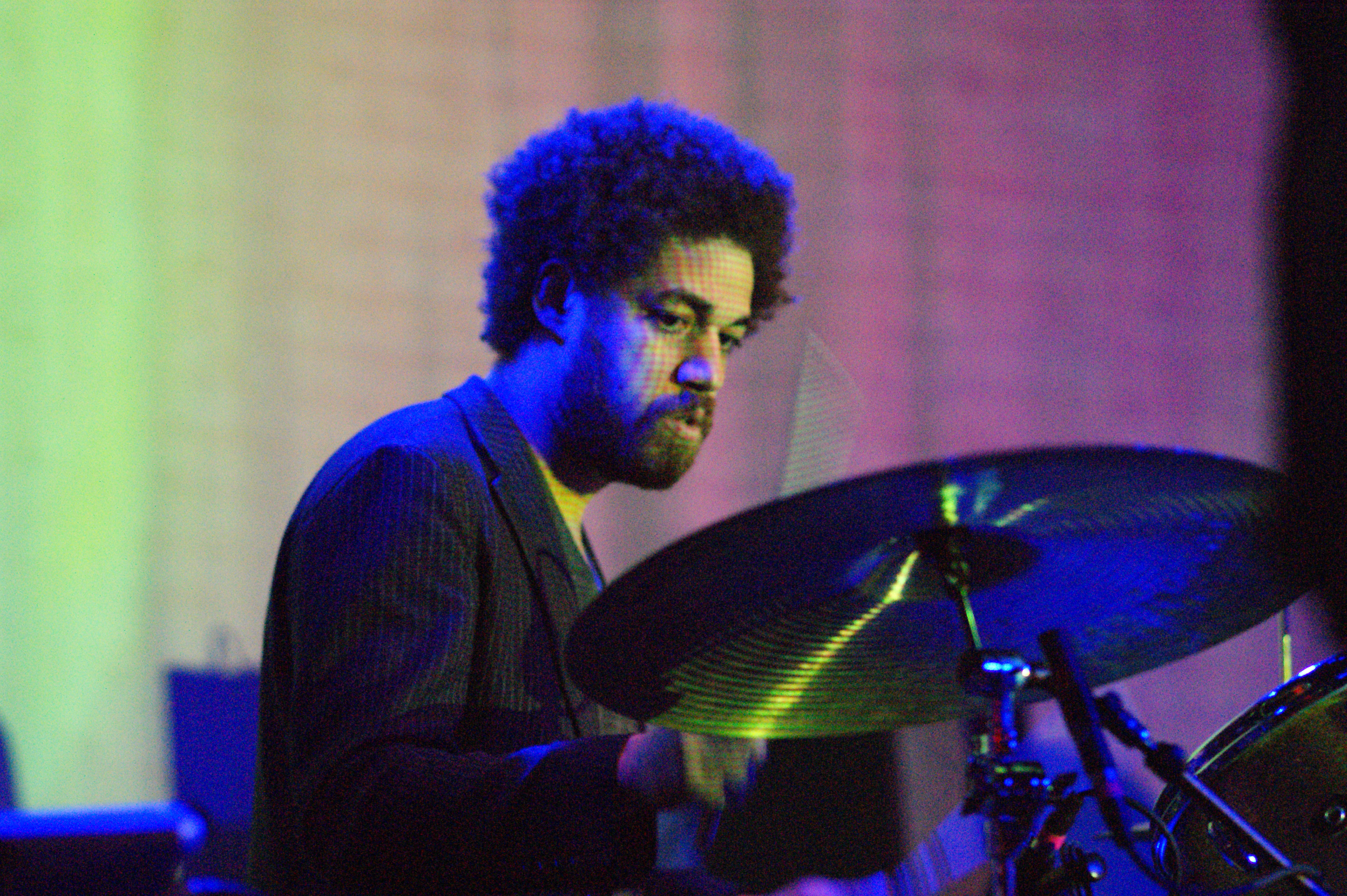
Albarn contactó a Danger Mouse para que produzca el segundo álbum de la banda después de escuchar su álbum mashup The Grey Album.

El primer sencillo fue "Feel Good Inc.", que se convirtió en la canción más exitosa de la banda. La canción presenta al trío de hip hop De La Soul, y fue lanzada como un EP en Japón el 27 de abril de 2005, y como sencillo en el Reino Unido y Australia el 9 de mayo.
El segundo sencillo fue "DARE", lanzado el 29 de agosto de 2005 en el Reino Unido, y el 7 de septiembre en Japón como un EP. En esta canción, el artista colaborador es Shaun Ryder, vocalista de Happy Mondays.
El tercer sencillo fue "Dirty Harry", el cual fue lanzado como sencillo promocional ese año. La canción presenta al rapero Bootie Brown como artista colaborador, y fue lanzada el 21 de noviembre de 2005 en el Reino Unido, y el 7 de diciembre en Japón como un EP. En su primera semana, llegó al puesto N.º 6. El lanzamiento del sencillo puso nuevamente al disco dentro de la lista de los Top 10.
El cuarto y último sencillo fue el doble lado A, "Kids with Guns"/"El Mañana". Fue lanzado el 10 de abril de 2006 en el Reino Unido, y el 19 de abril en Japón como un EP.

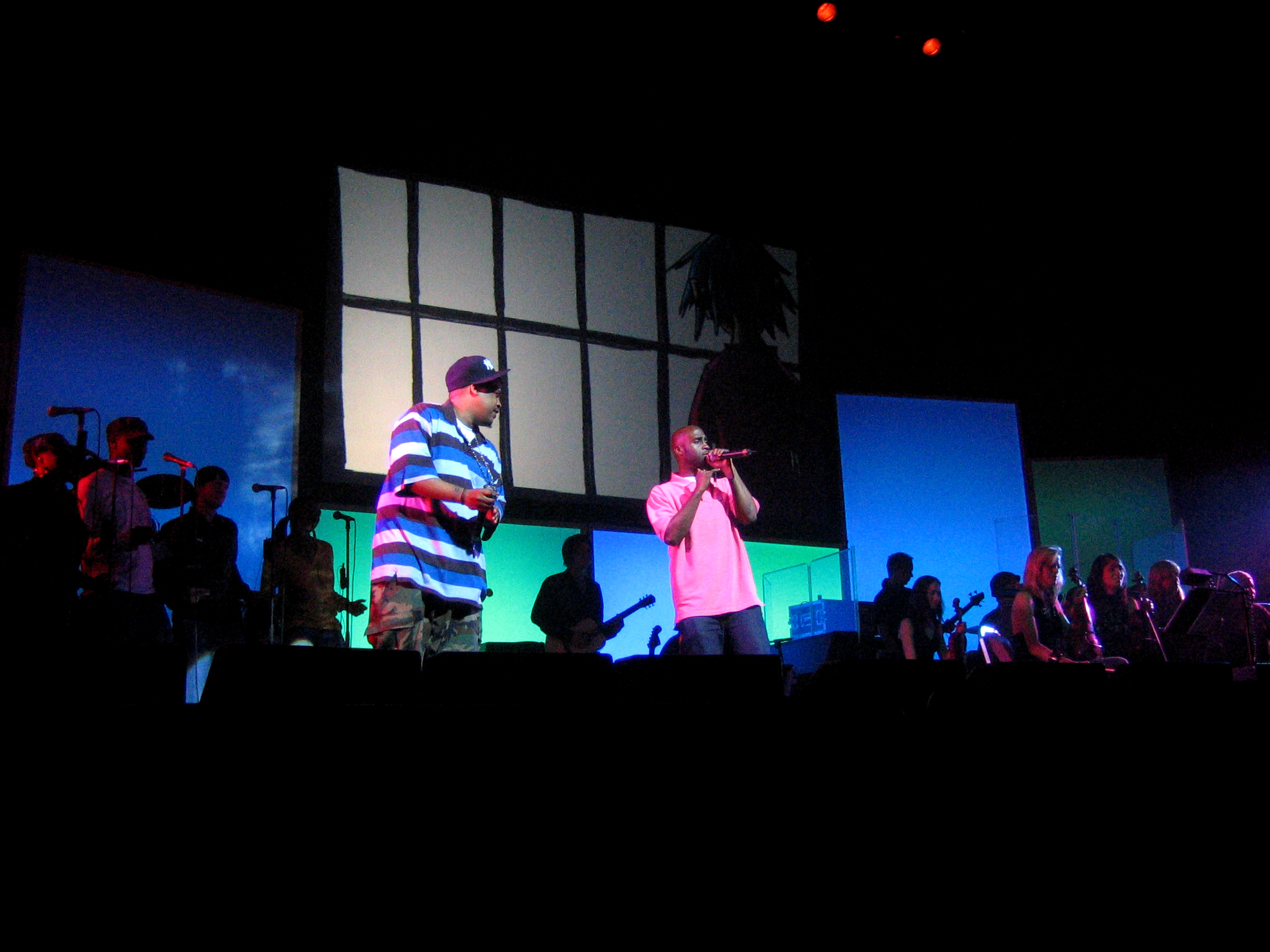
Los miembros de la banda se mostraron como siluetas durante las presentaciones de Demon Days Live.

A finales de 2005, Demon Days había vendido más de un millón de copias en el Reino Unido, posicionándolo como el quinto mejor álbum vendido de la región en 2005. Pasó a ser seis veces platino en el Reino Unido, doble platino en los Estados Unidos, triple platino en Australia y había vendido más de 8 millones de copias a nivel mundial.
En los MTV Video Music Awards de 2005 en Miami el 28 de agosto, Gorillaz ganó dos premios por "Feel Good Inc.", incluyendo el premio por "Video Revelación".
Gorillaz interpretó "Dirty Harry" en los Brit Awards de 2006 en Londres, y la banda fue nominada a "Mejor Grupo" y "Mejor Álbum Británico".
Se revelaron los planes de que Gorillaz haría un tour mundial "holográfico" entre 2007 y 2008. Los miembros animados serían exhibidos como personajes virtuales en el escenario utilizando tecnología Musion Eyeliner. Los personajes virtuales fueron utilizados en los MTV Europe Music Awards el 3 de noviembre de 2005 y otra vez en los Premios Grammy de 2006 el 8 de febrero junto a Madonna, donde la banda interpretó una versión pregrabada de "Feel Good Inc."
El DVD titulado Phase Two: Slowboat to Hades, fue lanzado el 30 de octubre en el Reino Unido y al día siguiente en los Estados Unidos. La autobiografía ilustrada de Gorillaz, titulada Rise of the Ogre, fue lanzada el 31 de octubre de 2006 en Reino Unido, y el 2 de noviembre en los Estados Unidos.
D-Sides, un compilado de lados B con remezclas, fue lanzado el 19 de noviembre de 2007 en el Reino Unido y el 20 de noviembre de 2007 en los Estados Unidos.
El 24 de octubre de 2007, el fansite oficial anunció que un documental fílmico sobre Gorillaz, titulado Bananaz, sería lanzado. El filme, dirigido por Ceri Levy, documenta los siete años anteriores de la banda. La película fue lanzada en línea el 20 de abril de 2009 seguido por el lanzamiento en DVD el 1 de junio de 2009.

### Plastic BeachyThe Fall(2007-2013)
A finales de 2007, Albarn y Hewlett comenzaron a trabajar en el nuevo proyecto de Gorillaz, denominado Carousel, el cual finalmente culminaría como el tercer disco de la banda, Plastic Beach. Albarn dijo: "Estoy haciendo el disco más grande y más pop que he hecho en muchas formas, pero con toda mi experiencia para intentar y por lo menos presentar algo que tenga profundidad."
El álbum tiene como músicos invitados a Snoop Dogg, Lou Reed, Mos Def, Bobby Womack, Gruff Rhys, Mark E. Smith, Mick Jones, Paul Simonon, Kano, Bashy, De La Soul, Little Dragon, Hypnotic Brass Ensemble, entre otros.

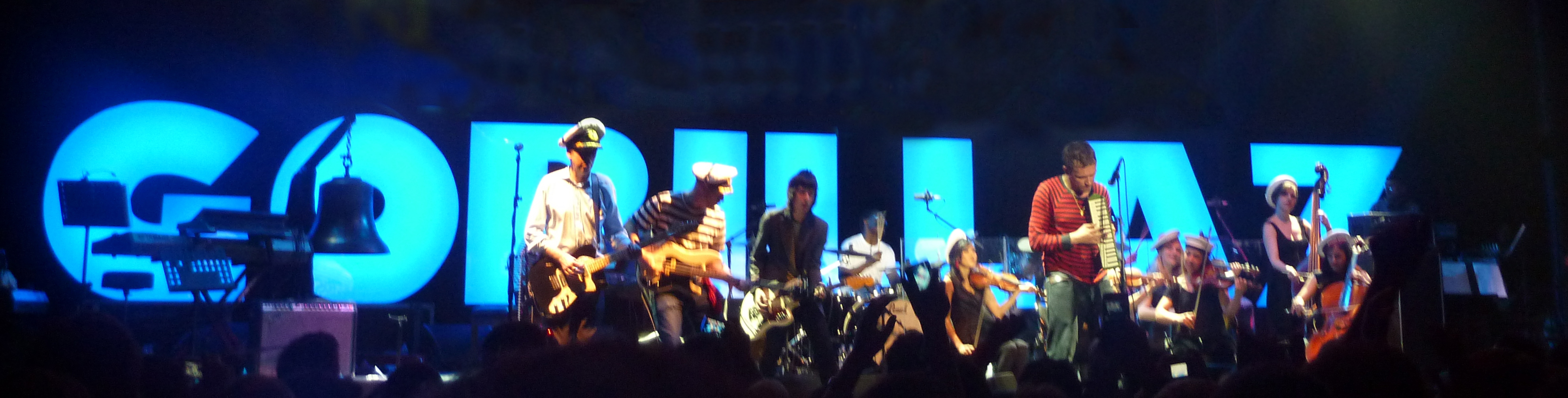
La audiencia vio a la banda en vivo por primera vez en las presentaciones promocionales de Plastic Beach en 2010.

El primer sencillo del disco fue "Stylo", junto a Mos Def y Bobby Womack. Fue lanzado para descarga el 26 de enero de 2010.
El segundo sencillo fue "Superfast Jellyfish", junto a Gruff Rhys y De La Soul. Fue lanzado el 9 de mayo de 2010, y presenta samples de un comercial de microondas de 1986, titulado "Great Starts Breakfast".
El tercer sencillo del disco fue "On Melancholy Hill", lanzado el 14 de junio de 2010. En un principio la canción era para The Good, the Bad & the Queen, otro de los proyectos de Albarn.
El cuarto sencillo, titulado "Rhinestone Eyes", fue lanzado el 6 de septiembre de 2010. La canción fue incluida en el banda sonora del videojuego FIFA 11, siendo la segunda vez que la banda aparece en la saga.
En octubre de 2010, Albarn anunció a los medios que no permitiría al reparto de Glee hacer sus propias versiones de las canciones de Gorillaz, diciendo que la música en la serie del canal Fox era un "muy pésimo sustituto para lo verdadero". Esta declaración causó que la gente creyera que los productores de Glee se habían acercado a Gorillaz para permitir que les prestaran sus canciones para la serie, lo cual no sucedió. Albarn respondió a la confusión con una risa y dijo "y ahora definitivamente no lo harán."
El 5 de octubre de 2010, Gorillaz anunció su nuevo sencillo titulado "Doncamatic", junto a Daley.
El 8 de diciembre, Albarn confirmó que un álbum de Gorillaz grabado durante la parte americana de la gira Escape to Plastic Beach sería lanzado para ser descargado gratuitamente desde el sitio web de la banda y de forma exclusiva para los miembros del fanclub que hayan pagado para el 25 de diciembre de 2010. El video para "Phoner to Arizona" fue lanzado en el sitio oficial de Gorillaz gratuitamente el 24 de diciembre, y un día después, el nuevo álbum fue lanzado, titulado The Fall.
El 9 de febrero de 2012, Gorillaz anunció "DoYaThing", un sencillo para promocionar las zapatillas Converse con diseños de Gorillaz que serían posteriormente lanzados. La canción sería parte del proyecto "Three Artists, One Song", con los dos colaboradores siendo James Murphy de LCD Soundsystem y André 3000 de Outkast. Una versión explícita de la canción de 13 minutos de duración estuvo disponible para escuchar poco después en el sitio oficial de Gorillaz. Hewlett regresó para dirigir el video musical del sencillo, incluyendo versiones animadas de los dos colaboradores.
En abril de 2012, Albarn le dijo a The Guardian que él y Hewlett se habían peleado y que los futuros proyectos de Gorillaz eran "improbables". La tensión entre ambos había aumentado, parcialmente debido a la creencia por parte de Hewlett que sus contribuciones a Gorillaz estaban siendo disminuidas. En abril de 2017, Hewlett explicó: "Damon tenía a la mitad de The Clash en el escenario, a Bobby Womack, a Mos Def, a De La Soul, a la Hypnotic Brass Ensemble, a Bashy, a Kano y a todos los demás. Era la banda más grandiosa que haya existido. Y la pantalla en el escenario, detrás de ellos, parecía volverse más pequeña cada día. Yo preguntaba «¿Ya tenemos una nueva pantalla?» y el manager de gira respondía «No, es la misma pantalla.», porque parecía para mí que se estaba volviendo cada vez más pequeña."

### Humanz(2014-2017)
En abril de 2014, Albarn le dijo a The National Post que a él no le molestaría el intentar nuevamente grabar más de Gorillaz. Dos meses más tarde se informó que Albarn había estado escribiendo varias nuevas canciones en la carretera para Gorillaz. El 19 de octubre de 2014, Albarn le dijo a The Sydney Morning Herald que estaba planeando lanzar nuevo material de Gorillaz para el 2016. A la vez, en el primer semestre del 2015, Hewlett publicó en su cuenta de Instagram ilustraciones de los cuatro integrantes de la banda y afirmó: "Sí, Gorillaz está de vuelta". Días después, Albarn confirmó que el regreso de la banda era seguro y aseguró que esperaba empezar a grabar el nuevo material entre noviembre y diciembre.
Albarn describió la música que escribió para el que sería el próximo disco de Gorillaz como optimista, de buen humor y positiva, indicando que planeaba dar a las pistas "un punto de referencia de 125 latidos por minuto y nada por debajo de eso", mientras que también sugería que una vez más, tendría muchas colaboraciones.
En julio de 2015, Albarn reveló que iba a comenzar a trabajar en el próximo álbum de Gorillaz: "Comencé en septiembre la grabación para un nuevo álbum de Gorillaz, he estado muy, muy saturado, así que no he tenido tiempo. Me encantaría terminar y volver de nuevo a la rutina de estar en casa e ir al estudio cinco días a la semana".

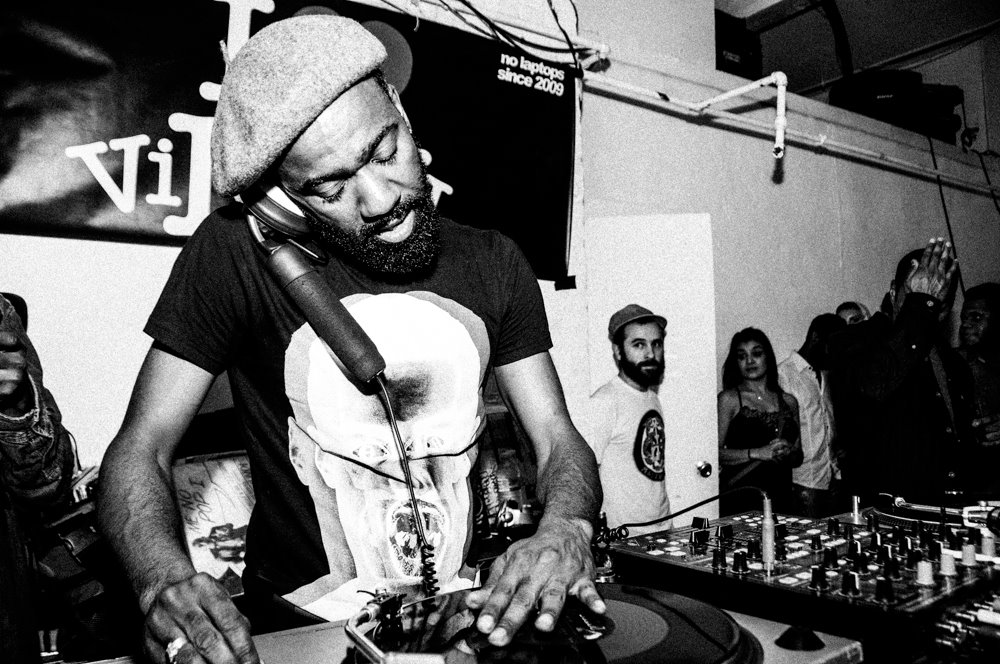
El productor americano de hip hop y house The Twilite Tone coprodujo el quinto álbum de la banda, titulado Humanz.

Al hablar sobre su relación con Hewlett, Albarn mencionó que pese a lo comentado sobre su separación, ambos quedaron en buenos términos a fin de cuentas, lo que ha ayudado a su relación a largo plazo.
En octubre de 2015, Albarn reveló a Rolling Stone que él y Hewlett estaban trabajando en un nuevo álbum de Gorillaz. En abril de 2016, Hewlett subió dos videoclips en su Instagram mostrando su trabajo continuo en el álbum. El primer clip contó con Liam Bailey y el rumoreado productor ejecutivo en el álbum The Twilite Tone. El segundo clip contó con las participaciones de Albarn, Bailey, The Twilite Tone y Jean Michel Jarre. El 17 de mayo de 2016, Gorillaz estaba en el estudio con sede en Chicago con el artista de hip hop Vic Mensa.
El 20 de septiembre de 2016, Gorillaz publicó una línea de tiempo abreviada en retrospectiva de la historia de Gorillaz de sus lanzamientos desde el año 2000. El 3 de octubre de 2016, Gorillaz inició la publicación de una serie de historias interactivas multimedia que giraban alrededor de las vidas ficticias de cada personaje de Gorillaz de acuerdo a sus perfiles en redes sociales, comenzando con El libro de Noodle (Narrando cómo la guitarrista terminó en Japón y localizó a un jefe del crimen demonio), El libro de Russel (Narrando cómo el baterista siendo todavía un gigante de acuerdo a la historia de Plastic Beach, emergió de las aguas y, varado en las costas de Corea del Norte, quedó tan hambriento que se redujo de nuevo a su tamaño normal), El libro de Murdoc (Narrando cómo el bajista fue capturado en el mar por el sello discográfico EMI), y terminando con El libro de 2-D (Narrando cómo el vocalista fue tragado por una ballena llamada Massive Dick en la Plastic Beach, y naufragó en las costas de México, en donde para sobrevivir tuvo que comer grasa de la ballena).
El 8 de octubre de 2016, Noodle abrió su propia página de Instagram y anunció ser la embajadora global de Jaguar Racing. El 19 de enero de 2017, la banda lanzó una nueva canción titulada "Hallelujah Money", junto a Benjamin Clementine.
El 17 de marzo de 2017, la lista de canciones del próximo álbum se filtró en Internet, la cual mostró las características de los invitados de una variedad artística, entre ellos colaboradores habituales como De La Soul, así como nuevos colaboradores tales como Grace Jones, Vince Staples, Pusha T, Rag'n'Bone Man, Anthony Hamilton y Kali Uchis.
El 23 de marzo de 2017, Gorillaz anunció a través de Instagram que el nuevo álbum se titularía Humanz, con una fecha de lanzamiento prevista para el 28 de abril de 2017.
El álbum incluye seis sencillos: "Saturnz Barz", "We Got the Power", "Ascension", "Andromeda", "Let Me Out" y "Strobelite".

### The Now Now(2018-2019)
En una entrevista con la revista Q en septiembre de 2017, Albarn sugirió que otro disco de Gorillaz estaba en producción. Mencionó disfrutar de la espontaneidad de grabar y lanzar música mientras se está en un tour, similar a lo ocurrido con la grabación y publicación de The Fall, pero expresó el deseo de producir un disco mucho más "completo", agregando que "si vamos a hacer algo más con Gorillaz, no queremos esperar siete años porque, tú sabes, nos llevamos bien ahora".
Al fin del mismo mes, el 30 de septiembre de 2017 mientras estaban haciendo una gira para promocionar Humanz, la banda hizo debutar una nueva canción en Seattle, con el nombre "Ode to Idaho".
Hewlett confirmó en diciembre de 2017 que la banda tenía planes para lanzar un álbum que seguiría a Humanz en 2018, citando su deseo de mantener a la banda en movimiento continuo en lugar de hacer descansos prolongados como lo habían hecho con proyectos anteriores. Hewlett describió algunos de los demos y material nuevo como un "nuevo rumbo" para la banda, y declaró que él esperaba dirigir la ilustración de Gorillaz hacia un rumbo similar.
Durante su presentación en Chile, Albarn confirmó que un nuevo disco vendría "muy pronto" y estrenó una nueva canción llamada "Hollywood" junto a Jamie Principle y Snoop Dogg.
El 26 de mayo de 2018, se anunció el nuevo álbum titulado The Now Now, con fecha de lanzamiento para 29 de junio. El 31 de mayo, se lanzó el sencillo "Humility", junto a George Benson. Este debutó junto con la canción "Lake Zurich". El 7 de junio, la canción "Sorcererz" fue lanzada, y apareció en el banda sonora del videojuego FIFA 19. El 14 de junio, la canción "Fire Flies" fue lanzada. El 21 de junio, la canción "Hollywood" fue lanzada. El 29 de junio, las canciones "One Percent", "Kansas", "Idaho", "Magic City" y "Souk Eye" fueron lanzadas. El 30 de junio, el tema "Tranz" fue lanzado y el 13 de septiembre, el video musical de aquella canción fue publicado.

Gorillaz presentándose en el Barclays Center de Nueva York, como parte de la gira The Now Now Tour en octubre de 2018.

Como parte de la historia ficticia de Gorillaz, la banda introdujo a Ace, un villano de la serie The Powerpuff Girls. Ace fue el bajista de la banda mientras Murdoc estaba en la cárcel. El 20 de septiembre, Murdoc escapó de la cárcel y regresó a Gorillaz.
En entrevistas posteriores, Albarn declaró que al terminar la gira The Now Now Tour, Gorillaz tomaría un descanso de 10 años y volverían con un nuevo disco y nueva gira para mediados de septiembre del año 2028, ya que habían publicado dos álbumes a sólo un año de su separación, pero Jamie Hewlett desmintió todo a finales de noviembre del mismo año.
El 16 de diciembre de 2019, Gorillaz lanzó su segundo documental titulado Gorillaz: Reject False Icons, que muestra el proceso de la banda y presentaciones en vivo desde Humanz hasta The Now Now.

### Song Machine(2020-2021)
El 28 de enero de 2020, la banda lanzó oficialmente imágenes a través de las redes sociales anunciando un nuevo concepto musical llamado Song Machine. Una pista promocional de 23 segundos de duración titulada "Song Machine Theme Tune" fue lanzada en todas las plataformas de streaming junto a un video que la acompañaba. Al día siguiente, más información fue revelada acerca del proyecto, anunciando que nuevos "episodios" serían lanzados espontáneamente durante todo el año. En este nuevo material de Gorillaz, cada episodio contaría con invitados previamente sin anunciar, siendo "Momentary Bliss" el primero de ellos. El sencillo fue lanzado el 31 de enero y cuenta con las colaboraciones del rapero británico slowthai y el dúo de punk rock Slaves.
Luego del estreno del primer episodio, Albarn reveló que el grupo había estado en el estudio con ScHoolboy Q, Sampa the Great, entre otros. Se dijo también que aquellas colaboraciones serían posiblemente guardadas para una futura temporada de Song Machine. También se sugirió una posible colaboración con la banda australiana Tame Impala, aunque al final resultó no ser así.
El 27 de febrero, la banda lanzó el segundo episodio de Song Machine, titulado "Désolé". La canción cuenta con la colaboración de la cantante Fatoumata Diawara.
El tercer episodio, "Aries," lanzado el 9 de abril, cuenta con el bajista Peter Hook y la baterista Georgia. Un cuarto sencillo titulado "How Far?" junto al baterista Tony Allen y el rapero Skepta fue lanzado el 2 de mayo. Esta canción fue lanzada como un tributo a Allen, quien falleció el 30 de abril.
El 26 de mayo, Gorillaz anunció oficialmente el lanzamiento de un anuario titulado Gorillaz Almanac a través de redes sociales. Este fue lanzado el 16 de octubre junto a un lanzamiento físico que incluiría las pistas de la primera temporada de Song Machine.
El 7 de junio, Gorillaz anunció el cuarto episodio de Song Machine, titulado "Friday 13th". El colaborador de la canción es el rapero Octavian.
El 20 de julio, la banda lanzó "PAC-MAN", el quinto episodio de Song Machine. La canción cuenta con la colaboración del rapero estadounidense ScHoolboy Q.
El 9 de septiembre, Gorillaz publicó "Strange Timez", el sexto episodio de Song Machine. El colaborador de la canción es Robert Smith, vocalista de The Cure. A su vez, la banda anunció la lista completa de canciones de su nuevo disco de estudio, Song Machine, Season One: Strange Timez, el cual se publicaría el 23 de octubre. El álbum contaría con las pistas de todos los episodios musicales que habían sido publicados hasta ese momento y los que serían publicados. A su vez, también contaría con una versión deluxe con seis canciones extras.
El 1 de octubre, la banda lanzó "The Pink Phantom", siendo este el séptimo episodio de la serie multimedia. Los colaboradores son el reconocido cantante, pianista y compositor británico Elton John con el rapero 6LACK. Como adelanto, se reveló que el episodio ocho tendría como colaborador al músico Beck, y el nombre de la canción sería "The Valley of the Pagans", la cual fue previamente filtrada en Internet.
El 23 de octubre de 2020 se lanzó oficialmente el nuevo álbum. Contiene las canciones publicadas como parte de los episodios previos junto a nuevas canciones formando así un total de 11 pistas junto con 6 bonus tracks que contiene la versión deluxe del álbum.
El 5 de noviembre, el video musical de The Valley of the Pagans fue lanzado como el octavo episodio de la serie. La canción cuenta con la colaboración del cantante y compositor estadounidense Beck. El video musical fue retirado de YouTube a petición de la desarrolladora de videojuegos Rockstar Games, debido a que mostraban clips del videojuego Grand Theft Auto V con un DLC para Grand Theft Auto Online que en ese momento, aún no se había lanzado. Una nueva versión sin clips de Grand Theft Auto V se lanzó en su lugar, la versión original con clips del videojuego fue relanzado el 9 de marzo de 2021.
El 24 de diciembre de 2020 fue lanzado el noveno episodio "The Lost Chord" en colaboración con Leee John. Este sería el episodio final de la primera temporada, en donde se ve a la banda regresar a la Plastic Beach, pero un monstruo marino (Interpretado por el propio Leee John) aparece de las profundidades y destruye a la Plastic Beach.
El 26 de marzo de 2021, se cumplieron 20 años desde el lanzamiento del álbum debut de la banda, por lo que anunciaron varios planes con fin de celebrar el evento, como nuevos productos, una reedición del álbum, y unos tokens no fungibles. Estos últimos fueron duramente criticados, puesto que dañan el medio ambiente. También anunciaron la G Collection, un box set que incluía todos los discos de la banda en formato de vinilos. Se lanzó el 17 de junio de 2021.
El 10 de agosto de 2021, Gorillaz estrenó tres nuevas canciones, "Meanwhile" (Con el rapero británico Jelani Blackman), "Jimmy Jimmy" (Con el rapero británico AJ Tracey) y "Déjà Vu" (Con la cantante jamaicana Alicaì Harley), durante un evento gratuito. Concierto en The O2 Arena en Londres, Inglaterra, exclusivamente para empleados del Servicio Nacional de Salud Británico y sus familias. Estas 3 canciones fueron lanzados como un EP con el nombre "Meanwhile EP" el 26 de agosto de 2021. El EP fue lanzado como una celebración del Carnaval de Notting Hill en Londres, Inglaterra, un evento anual que fue cancelado en 2021 debido a la pandemia de COVID-19.
Actualmente, se desconoce si se lanzará una segunda temporada de Song Machine. Esta fue confirmada pero no han salido más noticias al respecto.

### Cracker Island(2022-2023)
En abril de 2022, la banda inició la gira Gorillaz World Tour, finalizando en octubre del mismo año. Durante esta gira se presentaron nuevas canciones, entre las cuales se encontraba "Cracker Island". La canción fue lanzada el 22 de junio de 2022 y se reveló que es una colaboración con el bajista Thundercat.
El 31 de agosto de 2022, la banda confirmó, junto al lanzamiento del segundo sencillo titulado "New Gold", un nuevo álbum de estudio para el 24 de febrero de 2023. La canción en cuestión, es una colaboración con la banda Tame Impala y el rapero Bootie Brown, quien ya había colaborado con la banda en la canción "Dirty Harry" del año 2005.
El 4 de noviembre de 2022, Gorillaz lanzó el tercer sencillo del álbum, titulado "Baby Queen". La canción fue presentada por primera vez en el banda sonora del videojuego FIFA 23, siendo la cuarta vez que la banda aparece en la saga.
El 13 de noviembre de 2022, Gorillaz se presentó en los MTV Europe Music Awards, ganando el premio por "Mejor Artista de Música Alternativa". Un día después, la banda lanzó "Dawn of the Ogre", una secuela de la autobiografía "Rise of the Ogre", lanzada en el año 2006.
El 8 de diciembre de 2022, la banda lanzó el cuarto sencillo, titulado "Skinny Ape", junto con el anuncio de dos conciertos virtuales en Times Square y Piccadilly Circus el 17 y 18 de diciembre, respectivamente.
El 27 de enero de 2023, la banda lanzó el quinto sencillo del álbum, titulado "Silent Running", en colaboración con Adeleye Omotayo.

## Estilo musical y evolución
La crítica generalmente ha descrito la música de Gorillaz como art pop, rock alternativo, hip hop, electrónica, pop, trip hop, dark pop, hip hop alternativo, rap rock, indie rock, bedroom pop, dance rock, new wave, funk y worldbeat. La estética de la banda y su enfoque general ha sido descritos como posmoderno. De acuerdo a Allmusic, Gorillaz hace una mezcla de britpop y hip hop, mientras que The Guardian describe la banda como «un hibrido entre dub, hip hop, lo-fi, indie y música del mundo». Según PopMatters, el trabajo temprano de la banda presagió «la fusión de los elementos del hip hop, rock, y electrónica en la música pop» que crecería significantemente en la siguiente década.

## Miembros
| Miembros reales - Damon Albarn: voces, teclados, piano, guitarras, bajo, batería, percusión, melódica (1998-presente) - Jamie Hewlett: ilustraciones, visuales, efectos especiales, dirección de los videos musicales (1998-presente) - Remi Kabaka Jr.: producción (2016-presente) Miembros en vivo - Mike Smith: teclados, coros (2001-presente) - Jeff Wootton: guitarra líder (2010-presente), guitarra rítmica (2010-2017) - Seye Adelekan: bajo, guitarra rítmica, ukelele, coros (2017-presente) - Jesse Hackett: teclados (2010-presente) - Femi Koleoso: batería, percusión (2020-presente) - Karl Vanden Bossche: batería, percusión (2005-2006, 2017-presente) Ex-miembros en vivo - Haruka Kuroda: voz (2001-2002) - Dan the Automator: tornamesas (2001) - Simon Katz: guitarra líder (2001-2002) - Junior Dan: bajo (2001-2002) - Cass Browne: batería, máquina de ritmos (2001-2010) - Roberto Occhipinti: bajo (2002) - Simon Jones: guitarra rítmica (2005-2006) - Morgan Nicholls: bajo (2005-2006) - Simon Tong: guitarra líder (2005-2010), guitarra rítmica (2006-2010) - Mick Jones: guitarra rítmica, coros (2010) - Paul Simonon: bajo, coros (2010) - Gabriel Wallace: batería, percusión (2010-2018) | Miembros virtuales - Murdoc Niccals: bajo, máquina de ritmos (1998-2018, 2019-presente) - 2-D: voces, teclados, melódica (1998-presente) - Russel Hobbs: batería, percusión (1998-2006, 2012-presente) - Noodle: guitarras, teclados, voces (1998-2006, 2012-presente) Ex-miembros virtuales - Paula Cracker: guitarras (1998-2000) - Del the Ghost Rapper: voz (1998-2003, 2022-2023) - Cyborg Noodle: guitarras (2009-2010) - Ace: bajo (2018) Actores de voz - 2-D: Nelson De Freitas (2000-2016); Kevin Bishop (2017-presente) - Noodle: Haruka Kuroda (2000-2016); Tina Weymouth (2017-presente) - Russel Hobbs: Remi Kabaka Jr. (2000-presente) - Murdoc Niccals: Phil Cornwell (2000-presente) |

### Línea de tiempo
Miembros virtuales
Miembros en vivo

## Discografía
Álbumes de estudio
- Gorillaz (2001)
- Demon Days (2005)
- Plastic Beach (2010)
- The Fall (2011)
- Humanz (2017)
- The Now Now (2018)
- Song Machine, Season One: Strange Timez (2020)
- Cracker Island (2023)

Álbumes recopilatorios
- G-Sides (2002)
- D-Sides (2007)
- The Singles Collection 2001–2011 (2011)

Álbumes EP
- iTunes Session (2010)
- Meanwhile EP (2021)

Álbumes remixes
- Laika Come Home (2002)

## Giras
- Gorillaz Live (2001-2002)
- Demon Days Live (2005-2006)
- Escape to Plastic Beach (2010)
- Humanz Tour (2017-2018)
- The Now Now Tour (2018)
- Song Machine Tour (2020-2021)
- Gorillaz World Tour (2022)